# Saint-Affrique
Saint-Affrique è un comune francese di 8 939 abitanti situato nel dipartimento dell'Aveyron nella regione dell'Occitania.
I suoi abitanti si chiamano Saint-Affricains.
Città tipica della parte meridionale della Francia, tra i monti e vicina al centro delle ribellioni albigese (XII secolo) ed ugonotta (fine XVIIe secolo), ha conservato il suo vecchio ponte del XII secolo. Una parte della sua popolazione è rimasta protestante e segue i vecchi riti del tempo di Calvino. Tutto questo dà un'atmosfera provinciale dei vecchi tempi attraente per gli artisti.

## Società

### Evoluzione demografica
Abitanti censiti

## Amministrazione

### Gemellaggi
- Azuaga, dal 1992
- Driffield, dal 1995